# موته (سقز)
قرية موته (بالكردية: مۆتە) هي إحدى القرى التابعة لـتموغه في ريف قسم مركزي من مقاطعة سقز، في محافظة كردستان الإيرانية.

## السكان
حسب إحصاءات سنة 2006، بلغ إجمالي السكان في موته 120 نسمة وعدد المساكن 22 مسكن. لغة سكان موته هي اللغة الكردية و هم من أهل السنة والجماعة والمذهب الشافعي.